# The Dragon Masters
The Dragon Masters - Stăpânii dragonilor este o nuvelă/povestire science-fiction a autorului american Jack Vance. A fost publicată pentru prima dată în revista Galaxy, numărul din august 1962 și în 1963, sub formă de carte, ca jumătate din Ace Double F-185 (împreună cu The Five Gold Bands). A câștigat premiul Hugo pentru cea mai bună povestire în 1963. Povestea descrie o societate umană care trăiește în condiții preindustriale și care a crescut extratereștri inteligenți asemănători șopârlelor pentru ca acestea să ducă războaiele oamenilor și o întâlnire cu o navă spațială de pe o planetă extraterestră, pe care se află aceiași extratereștri asemănători șopârlelor, cât și oameni crescuți de ei în scopuri similare să ducă războaiele lor.

## Rezumat
Planeta Aerlith este locuită de descendenții imigranților pământeni care au fost izolați după prăbușirea Legii Vechi (Imperiul Pământului). Au reușit să îmblânzească dragonii care sunt folosiți în războaiele lor.
Aerlith este o planetă sălbatică din rocă care orbitează o stea strălucitoare, cunoscută sub numele de Skene, care apare ca „un punct actinic” în timpul zilei. Cerul este descris ca fiind mai degrabă negru decât albastru. Rotația planetei este lentă, durează câteva zile terestre. Este atât de lentă, încât zorii și amurgul sunt însoțite de furtuni care urmează granița dintre zi și noapte în jurul planetei. Noaptea are un efect asupra „Dragonilor” din titlu, făcându-i mai vicioși și de nestăpânit. Aceasta înseamnă că toate mișcările armatelor trebuie să aibă loc doar în timpul zilei. 
Oamenii trăiesc în văi unde solul este bun. Ocazional, duc războaie între ei de-a lungul dealurilor, sau se plimbă printre casele din vale. Tehnologia lor este limitată la oțel și praf de pușcă. De asemenea, folosesc pietre semi-prețioase pentru decorări. 
Din când în când, adesea după mulți ani, apare o navă spațială din exterior care răpește cât de mulți oameni pot fi prinși. Așezările sunt de asemenea bombardate, asigurându-se că umanitatea nu se va dezvolta peste nivelul tehnologic actual. În timpul unui astfel de atac, un lider carismatic denumit Kergan Banbeck surprinde un grup de călăreți extratereștri, care sunt însoțiți de slujitorii lor umani. Fără stăpânii lor, oamenii înnebunesc și distrug nava. Extratereștrii, creaturi asemănătoare cu șopârlele cu multe membre, cunoscute sub numele de „gref”, devin prizonierii oamenilor pe care au venit să-i răpească. 
Mulți ani mai târziu, urmașul lui Kergan, Joaz Banbeck, este tulburat de două lucruri. El crede că grefii se vor întoarce în curând, iar vecinul său, Ervis Carcolo, numit ironic „Valea Fericirii”, complotează din totdeauna împotriva lui. Grefii captivi au fost crescuți de-a lungul anilor și transformați în creaturi de luptă cunoscute sub numele de dragoni, variind de la un „Termagant” de dimensiunea omului până la giganticul „Jugger”. Pe măsură ce fiecare soi nou a fost crescut de-a lungul anilor, balanța războiului s-a schimbat între Banbeck și Carcolo. Acum există o pace neliniștită. 
Există un al treilea grup de oameni, „Sacerdoții”, ascetici misterioși care se plimbă goi tot timpul. Se caracterizează prin părul lor foarte lung, tenul palid, cu brățări aurii în jurul gâtului. Doar bărbații „sacerdoții” au fost văzuți. Negociază pentru ceea ce au nevoie și par să posede tehnologii avansate. Ei cred că sunt superiori celorlalți oameni, numind restul omenirii „Utter Men”, ei mai cred că vor dispărea în cele din urmă și vor părăsi acest univers. 
Joaz Banbeck încearcă fără succes să-i convingă pe Ervis Carcolo și pe Sacerdoți de faptul că trebuie neapărat să se pregătească pentru următoarea vizită a grefilor. Ervis Carcolo, departe de a coopera, atacă Valea Banbeck, doar pentru ca armata sa să fie oprită de tactica ingenioasă a lui Joaz. 
Joaz este în stare să oprească un Sacerdot și să-i pună întrebări, doar pentru ca omul să moară aparent. Luându-i brățara de la gât și făcând o perucă din părul bărbatului, Joaz se strecoară și încearcă să examineze casa peșterii sacerdoților. Cu siguranță aceștia lucrează la ceva mare. Întorcându-se acasă, se confruntă cu sacerdotul pe care îl socotise mort, care cere înapoi brățara sa și apoi pleacă în tăcere. 
Ulterior, Joaz are un vis în care vorbește cu liderul sacerdoților și încearcă să-l convingă să-i ajute. Liderul, cunoscut sub numele de Demie, refuză, susținând că a se implica în treburile Utter Men înseamnă a distruge stilul lor de viață. Joaz suspectează că ei construiesc o navă spațială. 
Ervis Carcolo atacă din nou. Încă o dată, Joaz îl învinge, dar în acel moment, grefii reapar. Valea Fericirii este distrusă și Valea Banbeck este, evident, următoarea. 
Pe lângă puterea navei, grefii au oameni pe care i-au crescut, la fel cum oamenii din Aerlith și-au crescut dragonii. "Heavy Trooper" este fizic egal cu un Termagant, iar un "Giant" face față unui monstruos Jugger. Unii dintre oameni au fost crescuți să ia urma altor oameni după miros, iar alții sunt folosiți precum caii, precum omologii lor dragon, Păianjenii. 
Grefii atacă, tatonând la început. Trupele lor sunt uimite de dragonii care seamănă atât de mult cu stăpânii lor. Lupta este sângeroasă și Joaz își mută oamenii în peșteri și tuneluri pentru siguranță. Grefii decid pur și simplu să bombardeze Valea, deoarece nu mai pot răpi oamenii. Joaz a anticipat acest lucru și i-a ademenit într-un loc unde crede că sunt amplasate atelierele Sacerdoților. 
Carcolo, aproape epuizat și susținut de trupele sale acum demoralizate, atacă nava dintr-un sector al acesteia nepăzit. Joaz decide, ca o coincidență, să aplice o tactică similară și este uimit să-l găsească pe Carcolo deja înăuntru. Împreună eliberează mulți oameni, dar nu pot obține controlul asupra navei. Distrugerea Valei pare inevitabilă, până când planul lui Joaz dă rezultate. Caverna Sacerdoților este deschisă, iar sacerdoții sunt obligați să folosească motorul navei lor spațiale pentru a proiecta un fascicul de energie asupra navei extraterestre, dezactivând-o. Joaz și trupele sale capturează nava. Cu toate acestea, nava sacerdoților este distrusă. 
Demie este izgonit din detașamentul său pentru ceea ce Joaz l-a obligat să facă. Nu dă vina pe Joaz pentru că a provocat distrugerea muncii lor de secole doar pentru a se salva pe el. Joaz refuză să-și ceară scuze și atunci când Carcolo, acum prizonier, continuă, în mod absurd, să-și afirme cererea ca nava să fie a lui, Joaz îl execută. 
La sfârșit, Joaz cercetează ruinele casei sale. El ridică un mic obiect rotund, o piatră semiprețioasă sculptată care pare a fi un glob al Edenului sau chiar Pământul, casa mitică a oamenilor. El intenționează să găsească celelalte lumi în care trăiesc oamenii, dacă poate repara nava extraterestră. Deocamdată, el trebuie să reconstruiască casele oamenilor săi. Aruncă globul în urma sa și se îndepărtează. 

## Detalii despre publicare
- New York: Ace Books, 1963, Paperback ( Ace Double F-185 împreună cu The Five Gold Bands )
- Londra: Dennis Dobson, 1965, Hardback (prima ediție separată)